# 30-й меридіан східної довготи
30-й меридіан східної довготи — лінія довготи, що лежить на 30 градусів східніше Гринвіцького меридіана. Вона проходить від Північного полюса через Північний Льодовитий океан, Європу, Азію, Африку, Індійський океан, Південний океан та Антарктиду до Південного полюса.
30-й меридіан східної довготи формує велике коло разом із 150-тим меридіаном західної довготи.
Це центральний меридіан часового поясу UTC+2, також відомого як Східноєвропейський час, Центральноафриканський час та Південноафриканський стандартний час.
У документальному фільмі BBC «Від полюса до полюса» розповідається про подорож Майкла Пеліна вздовж 30-го меридіана сх. д., вибраного через те, що він переважно проходить черезх суходіл.

## Список географічних об'єктів, що перетинає 30° сх. д.
Починаючи на Північному полюсі та рухаючись до Південного полюса, 30-й меридіан східної довготи проходить через:
| Координати                                                 | Країна, територія або море | Примітки |
| ---------------------------------------------------------- | -------------------------- | --- |
| 90°0′ пн. ш. 30°0′ сх. д. / 90.000° пн. ш. 30.000° сх. д.  | Північний Льодовитий океан | |
| 80°9′ пн. ш. 30°0′ сх. д. / 80.150° пн. ш. 30.000° сх. д.  | Баренцове море             | Проходить між островами Конгсьойя та Абельойя[en], Шпіцберген, Норвегія |
| 70°42′ пн. ш. 30°0′ сх. д. / 70.700° пн. ш. 30.000° сх. д. | Норвегія                   | |
| 70°4′ пн. ш. 30°0′ сх. д. / 70.067° пн. ш. 30.000° сх. д.  | Варангер-фіорд             | |
| 69°51′ пн. ш. 30°0′ сх. д. / 69.850° пн. ш. 30.000° сх. д. | Норвегія                   | Проходить західніше Кіркенеса |
| 69°25′ пн. ш. 30°0′ сх. д. / 69.417° пн. ш. 30.000° сх. д. | Росія                      | |
| 67°41′ пн. ш. 30°0′ сх. д. / 67.683° пн. ш. 30.000° сх. д. | Фінляндія                  | Приблизно на 8 км |
| 67°37′ пн. ш. 30°0′ сх. д. / 67.617° пн. ш. 30.000° сх. д. | Росія                      | |
| 66°0′ пн. ш. 30°0′ сх. д. / 66.000° пн. ш. 30.000° сх. д.  | Фінляндія                  | |
| 65°41′ пн. ш. 30°0′ сх. д. / 65.683° пн. ш. 30.000° сх. д. | Росія                      | |
| 64°47′ пн. ш. 30°0′ сх. д. / 64.783° пн. ш. 30.000° сх. д. | Фінляндія                  | |
| 63°45′ пн. ш. 30°0′ сх. д. / 63.750° пн. ш. 30.000° сх. д. | Росія                      | Приблизно на 2 км |
| 63°44′ пн. ш. 30°0′ сх. д. / 63.733° пн. ш. 30.000° сх. д. | Фінляндія                  | |
| 61°45′ пн. ш. 30°0′ сх. д. / 61.750° пн. ш. 30.000° сх. д. | Росія                      | |
| 60°0′ пн. ш. 30°0′ сх. д. / 60.000° пн. ш. 30.000° сх. д.  | Балтійське море            | Фінська затока |
| 59°52′ пн. ш. 30°0′ сх. д. / 59.867° пн. ш. 30.000° сх. д. | Росія                      | Проходить західніше Санкт-Петербурга |
| 55°51′ пн. ш. 30°0′ сх. д. / 55.850° пн. ш. 30.000° сх. д. | Білорусь                   | |
| 51°29′ пн. ш. 30°0′ сх. д. / 51.483° пн. ш. 30.000° сх. д. | Україна                    | Київська область — проходить східніше Фастова і західніше Білої Церкви Черкаська область — проходить західніше Жашкова Вінницька область — приблизно на 10 км Кіровоградська область Одеська область — проходить східніше Ананьєва |
| 46°30′ пн. ш. 30°0′ сх. д. / 46.500° пн. ш. 30.000° сх. д. | Молдова                    | Приблизно на 11 км |
| 46°23′ пн. ш. 30°0′ сх. д. / 46.383° пн. ш. 30.000° сх. д. | Україна                    | Одеська область |
| 45°44′ пн. ш. 30°0′ сх. д. / 45.733° пн. ш. 30.000° сх. д. | Чорне море                 | Проходить через Малий Сасик |
| 41°8′ пн. ш. 30°0′ сх. д. / 41.133° пн. ш. 30.000° сх. д.  | Туреччина                  | |
| 36°13′ пн. ш. 30°0′ сх. д. / 36.217° пн. ш. 30.000° сх. д. | Середземне море            | |
| 31°17′ пн. ш. 30°0′ сх. д. / 31.283° пн. ш. 30.000° сх. д. | Єгипет                     | |
| 22°0′ пн. ш. 30°0′ сх. д. / 22.000° пн. ш. 30.000° сх. д.  | Судан                      | |
| 10°17′ пн. ш. 30°0′ сх. д. / 10.283° пн. ш. 30.000° сх. д. | Південний Судан            | |
| 4°13′ пн. ш. 30°0′ сх. д. / 4.217° пн. ш. 30.000° сх. д.   | ДР Конго                   | |
| 0°51′ пн. ш. 30°0′ сх. д. / 0.850° пн. ш. 30.000° сх. д.   | Уганда                     | |
| 1°26′ пд. ш. 30°0′ сх. д. / 1.433° пд. ш. 30.000° сх. д.   | Руанда                     | Проходить західніше Кігалі |
| 2°21′ пд. ш. 30°0′ сх. д. / 2.350° пд. ш. 30.000° сх. д.   | Бурунді                    | |
| 4°18′ пд. ш. 30°0′ сх. д. / 4.300° пд. ш. 30.000° сх. д.   | Танзанія                   | |
| 6°29′ пд. ш. 30°0′ сх. д. / 6.483° пд. ш. 30.000° сх. д.   | Озеро Танганьїка           | |
| 7°8′ пд. ш. 30°0′ сх. д. / 7.133° пд. ш. 30.000° сх. д.    | ДР Конго                   | |
| 8°19′ пд. ш. 30°0′ сх. д. / 8.317° пд. ш. 30.000° сх. д.   | Замбія                     | |
| 15°38′ пд. ш. 30°0′ сх. д. / 15.633° пд. ш. 30.000° сх. д. | Зімбабве                   | |
| 22°13′ пд. ш. 30°0′ сх. д. / 22.217° пд. ш. 30.000° сх. д. | ПАР                        | Лімпопо Мпумаланга Квазулу-Наталь Східнокапська провінція |
| 31°18′ пд. ш. 30°0′ сх. д. / 31.300° пд. ш. 30.000° сх. д. | Індійський океан           | |
| 60°0′ пд. ш. 30°0′ сх. д. / 60.000° пд. ш. 30.000° сх. д.  | Південний океан            | |
| 69°18′ пд. ш. 30°0′ сх. д. / 69.300° пд. ш. 30.000° сх. д. | Антарктида                 | Проходить через Землю Королеви Мод (претендує Норвегія) |